# 帕納亞爾維湖
66°15′44″N 29°59′06″E / 66.2622°N 29.985°E

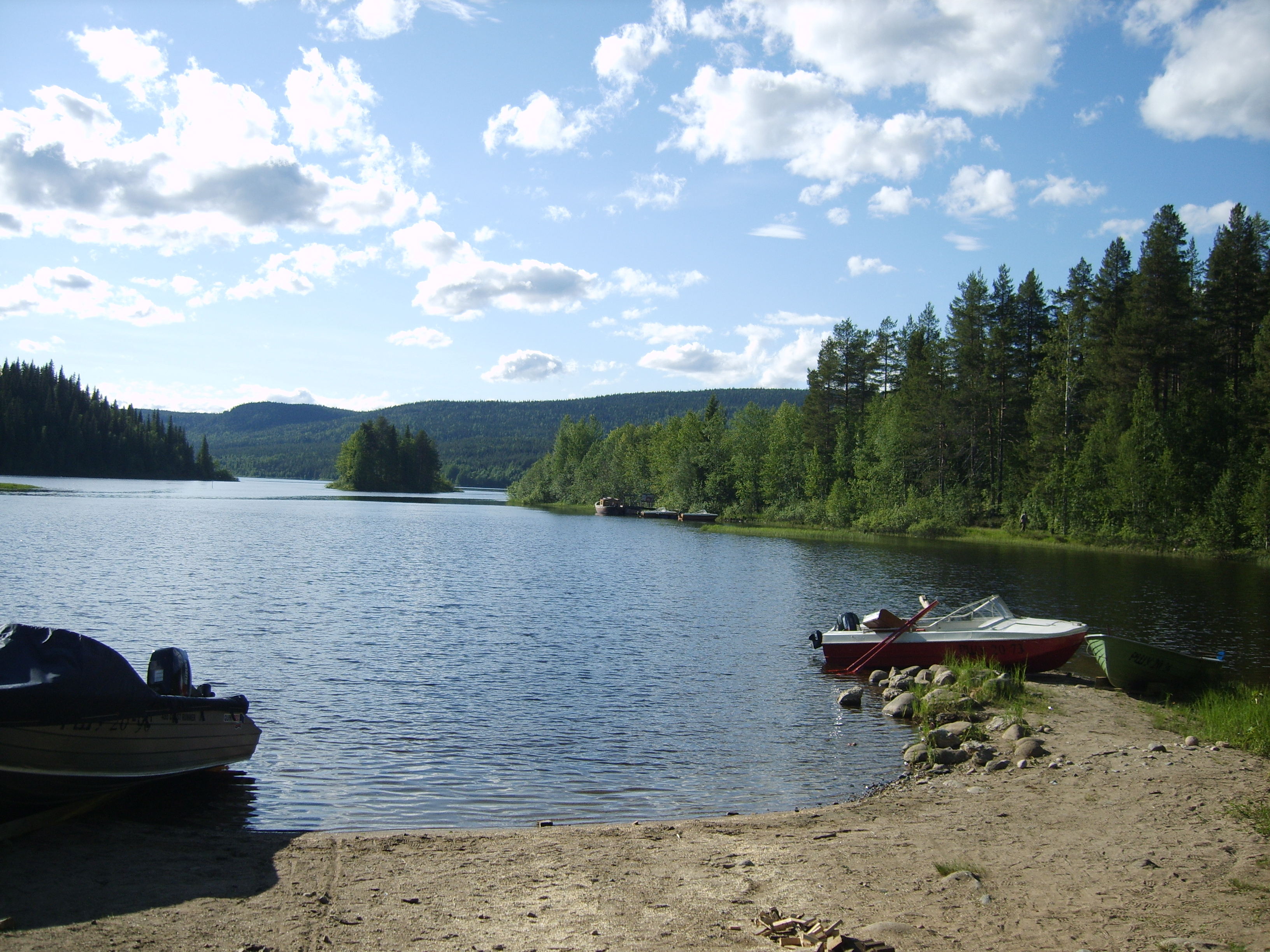

帕納亞爾維湖（俄语：Паанаярви），是俄羅斯的湖泊，位於該國西北部，由卡累利阿共和國負責管轄，長24公里、寬1.2公里，面積23.6平方公里，海拔高度136.6米，集水區面積5,330平方公里，平均水深38米，最大水深128米。